# سميكاراكورسك
سميكاراكورسك (بالروسية: Семикаракорск) هي إحدى مدن روسيا في الكيان الفدرالي الروسي روستوف أوبلاست.